# Novoveský potok (přítok Teplé)
Novoveský potok (v některých mapách jako Zlatý potok) je levostranným přítokem Teplé ve Slavkovském lese v okrese Sokolov v Karlovarském kraji. Délka toku měří 6,3 km. Plocha jeho povodí měří 8,5 km².

## Průběh toku
Celý tok se nachází v Chráněné krajinné oblasti Slavkovský les. Potok pramení v nadmořské výšce 770 metrů u okraje Nové Vsi. V Nové Vsi vtéká do rybníka zvanéno Za hospodou. Po průtoku rybníkem teče pastvinami východním směrem, pod Zelenou horou (665 m) se tok otáčí k jihovýchodu. Údolím lemovaným strmými svahy, zejména nad levým břehem, stéká prudce do údolí řeky Teplé. Jižně od Bečova nad Teplou se na hranici okresů Sokolov a Karlovy Vary vlévá do Teplé na jejím 29,5 říčním kilometru.